# Viola regeliana
Viola regeliana är en violväxtart som beskrevs av Georges Rouy och Fouc. Viola regeliana ingår i släktet violer, och familjen violväxter. Inga underarter finns listade i Catalogue of Life.